# Rodium(III)jodide
Rodium(III)jodide is een anorganische chemische verbinding van rodium en jood. De verbinding wordt ingezet als katalysator bij het Monsanto-proces voor de synthese van azijnzuur.

## Synthese
Rodium(III)jodide kan door de reactie van een oplossing van kaliumhexachloorrodaat(III) K3RhCl6 met een geconcentreerde oplossing van kaliumjodide gemaakt worden.
{\displaystyle {\ce {K3RhCl6 + 6 KI -> 2 RhI3 + 12 KCl}}}

## Eigenschappen
Rodium(III)jodide is een hygroscopische, zwarte, vaste stof die bijna onoplosbaar is in water, zuren en organische oplosmiddelen.